# Allegro féroce
L’Allegro féroce est une œuvre orchestrale d'Augusta Holmès composée en 1876.

## Contexte historique
Augusta Holmès compose son Allegro féroce en 1876 à Paris.

## Discographie
- Allegro feroce, Orchestre de concert de la BBC (en), dir. Jane Glover.